# Максвелл, Мэрилин
Мэрилин Максвелл (англ. Marilyn Maxwell; 3 августа 1921, Кларинда — 20 марта 1972, Беверли-Хиллз) — американская актриса, певица и конферансье.

## Биография
Мэрилин Максвелл (урождённая Марвел Мэрилин Максвелл) родилась в городе Кларинда (штат Айова) в семье Гарольда Эрнеста Максвелла и Энн Маргарет Томлинсон.
Максвелл начинала свою профессиональную карьеру, исполняя всевозможные песни на радиостанциях Кларинды. Подписав контракт с кинокомпанией Metro-Goldwyn-Mayer, её глава Луис Барт Майер настоял на том, чтобы Максвелл убрала первую часть своего имени — «Марвел».
Мэрилин Максвелл много лет сотрудничала с актёром и комиком Бобом Хоупом, выступая с ним дуэтом на различных ток-шоу и радио-программах. Помимо этого, Хоуп и Максвелл развлекали солдат во время тяжелых Второй мировой и Корейской войн.
20 марта 1972 года 15-летний сын Мэрилин Максвелл Мэттью, придя домой из школы, обнаружил её мертвой. 50-летняя актриса долгие годы страдала артериальной гипертензией и болезнью лёгких, что, предположительно, вызвало инфаркт. На похоронах присутствовали Боб Хоуп, Бинг Кросби, Фрэнк Синатра и Джек Бенни.

## Избранная фильмография
| Год  |   | Русское название                             | Оригинальное название         | Роль                        |
| ---- | - | -------------------------------------------- | ----------------------------- | --------------------------- |
| 1942 | ф | Готовься к бою                               | Stand by for Action           | Одри Карр                   |
| 1943 | ф | Салют в честь морпехов                       | Salute to the Marines         | Хелен Бэйли                 |
| 1943 | ф | Тысячи приветствий                           | Thousands Cheer               | клерк в магазине наркотиков |
| 1943 | ф | Шведская лихорадка                           | Swing Fever                   | Джинджер Грэй               |
| 1943 | ф | Пилот № 5                                    | Pilot #5                      | в титрах не указана         |
| 1943 | ф | Криминальное расследование доктора Джиллиспе | Dr. Gillespie's Criminal Case | Рут Эдли                    |
| 1944 | ф | Трое мужчин в белом                          | 3 Men in White                | Рут Эдли                    |
| 1944 | ф | Потерянные в гареме                          | Lost in a Harem               | Хэйзел Мун                  |
| 1945 | ф | Между двумя женщинами                        | Between Two Women             | Рут Эдли                    |
| 1945 | ф | Безумства Зигфилда                           | Ziegfeld Follies              | Спешиалти                   |
| 1947 | ф | Высокая Барбари                              | High Barbaree                 | Дайана Кейс                 |
| 1948 | ф | Летние каникулы                              | Summer Holiday                | Белль                       |
| 1948 | ф | Уличная гонка                                | Race Street                   | Робби Лоуренс               |
| 1949 | ф | Чемпион                                      | Champion                      | Грейс Дайамонд              |
| 1950 | ф | Ключ от города                               | Key to the City               | Шейла                       |
| 1950 | ф | За стеной                                    | Outside the Wall              | Шарлотта Мэйнард            |
| 1951 | ф | Лемон Дроп Кид                               | The Lemon Drop Kid            | Бакстер                     |
| 1953 | ф | К востоку от Суматры                         | East of Sumatra               | Лори Хэйл                   |
| 1955 | ф | Секреты Нью-Йорка                            | New York Confidential         | Ирис Палмер                 |
| 1958 | ф | Засыпай, мой малыш                           | Rock-a-Bye Baby               | Carla Naples                |
| 1963 | ф | Критический выбор                            | Critic's Choice               | Айви Лондон                 |
| 1969 | ф | Из Нэшвилля с музыкой                        | From Nashville with Music     | Мэйбл                       |
| 1970 | ф | Финкс                                        | The Phynx                     | в роли самой себя           |